# Белаид, Шокри
Шокри Белаи́д (араб. شكري بلعيد‎, Shukrī Belaʿīd; 26 ноября 1964, вилайет Тунис — 6 февраля 2013, там же) — тунисский адвокат и оппозиционный политик левого толка, представлявший Партию объединенных патриотов-демократов, вошедшую в тунисский «Народный фронт». Белаид выступал за светский характер государства и находился в жёсткой оппозиции сначала к режиму Бен Али, а после его свержения в январе 2011 года — к умеренным исламистам из пришедшей к власти партии «Ан-Нахда».
6 февраля 2013 года был застрелен неизвестными во дворе своего дома в Эль-Мензах, недалеко от города Туниса, столицы страны. Оппозиция не преминула обвинить правящий режим в этом преступлении, увязав убийство Белаида с резкой критикой власти, высказанной им буквально накануне гибели.
В результате этого громкого убийства и последовавших в стране массовых волнений премьер-министр Туниса Хамади Джебали принял решение о роспуске правительства и формировании временного «правительства национального единства» до проведения новых выборов.
Похороны Шокри Белаида прошли 8 февраля на кладбище Jellaz. Они собрали более миллиона человек и проходили на фоне продолжающихся столкновений протестующих с полицией.
4 февраля 2014 года в ходе антитеррористической операции был застрелен Камель Гадгади, считающийся виновным в убийстве Шокри Белаида. Операция по ликвидации боевиков группировки Ансар аш-Шариа проходила в столице Туниса и её окрестностях в течение нескольких дней. Министр внутренних дел Туниса Лотфи Бен Джедду назвал случившееся «лучшим подарком всем тунисцам».
27 марта 2024 года суд в Тунисе приговорил 4 человек к смертной казни и 2 человек к пожизненному заключению за убийство Белаида.